# Anderson Carvalho
Anderson de Carvalho Santos, ou simplesmente Anderson Carvalho (Cubatão, 20 de maio de 1990) é um futebolista brasileiro que atua como volante.

## Carreira
Foi revelado nas categorias de base do Santos, onde foi Bicampeão Paulista Sub-20 em 2007 e 2008; e da Porto Seguro Cup - torneio internacional sub-20 disputado na cidade baiana - em 2008.
Foi lançado no elenco principal santista durante a temporada 2010. Sem conseguir se firmar nos profissionais, o meio-campista foi emprestado ao Barueri, retornando em 2011 para a Vila Belmiro. Sua estreia foi no clássico contra o São Paulo, substituindo o também volante Rodrigo Possebon, na Arena Barueri, na vitória por 2–0. Pelo pouco tempo entre os jogadores profissionais, Anderson Carvalho não foi inscrito na Libertadores da América, mas ganhou espaço no time durante o Campeonato Brasileiro e conquistou a vaga para o Mundial de Clubes em Yokohama, no Japão, entretanto, não chegou a jogar.
Em 2012, com saída de Rodrigo Possebon, as férias dos jogadores titulares que disputaram o Mundial de Clubes e jogos aos quais os jogadores titulares foram poupados por conta da Libertadores da América, Anderson Carvalho ganhou chances no início do Campeonato Paulista, marcando seu primeiro gol como profissional no dia 12 de fevereiro contra o Linense. Nesta partida, o Santos venceu por 4–1. Em junho, renovou seu contrato até dezembro de 2014.
Foi emprestado em agosto de 2012 ao Vissel Kobe, por US$ 150 mil (R$ 305 mil), até o fim da temporada. Seu empréstimo com o time japonês acabou em dezembro, e assim retornou ao Santos. No Japão, Anderson Carvalho não atuou em nenhuma partida. Foi relacionado 4 vezes, não atuou em nenhuma delas, ficando apenas no banco de reservas.
Voltou ao Peixe em dezembro de 2012. Porém não foi tão aproveitado, e no início ano seguinte foi emprestado até o fim do Campeonato Paulista de 2013, para o Penapolense.
Em julho de 2014, rescindiu com o Santos, e acertou com o Boavista, de Portugal. Defendeu o Santos em apenas 15 partidas e marcou um gol pelo clube.
Marcou os seus primeiros golos pelo Boavista no jogo contra o Gil Vicente, numa vitória do Boavista por 3–2. Marcou o golo do empate a dois minutos depois marcou o golo da vitória do Boavista.
Chegou ao Santa Clara na temporada 2018/19. Atuou pelo clube por cinco temporadas, até janeiro de 2023, em 115 jogos, onde chegou a ser capitão da equipe.
No início de 2024, assinou com o Inter de Lages até o final do Campeonato Catarinense.

## Títulos
Santos Sub-20
- Campeonato Paulista - Sub-20: 2007, 2008
- Torneio Internacional de Futebol Júnior - Porto Seguro Cup: 2008

Santos
- Campeonato Paulista: 2011, 2012
- Copa Libertadores da América: 2011

FC Tosno
- Copa da Rússia de Futebol: 2018